# Поедание

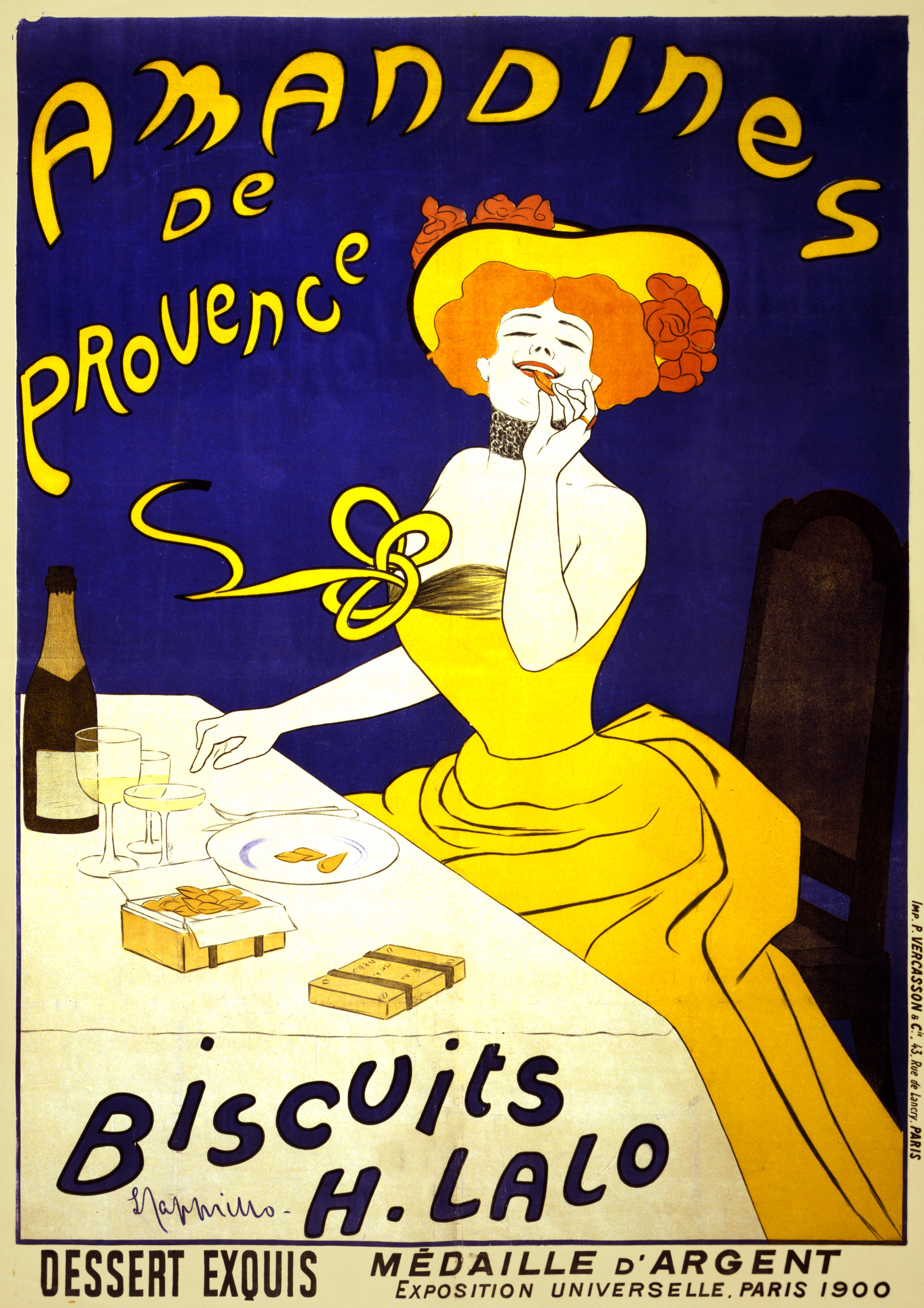
Амандин де Прованс, плакат Леонетто Каппьелло, 1900 г.

Поедание — действие по значению гл. поедать — проглатывание объекта животным или человеком.
Виды поедания:
- Поедание пищи в целях питания,
- Символическое,
- Социокультурное,
- Патологическое;

## Поедание
Поедание пищи — физиологическая необходимость получать сбалансированное питание для животных и человека, чтобы снабдить гетеротрофный организм энергией и обеспечить возможность роста. Животные и другие гетеротрофы должны есть, чтобы выжить — плотоядные животные поедают других животных, травоядные едят растения, всеядные животные потребляют смесь как растительной, так и животной материи, а детритоядные животные ― детрит. Некоторые люди могут искусственно ограничивать количество и качество пищи по религиозным или социальным соображениям.

## Символическое поедание

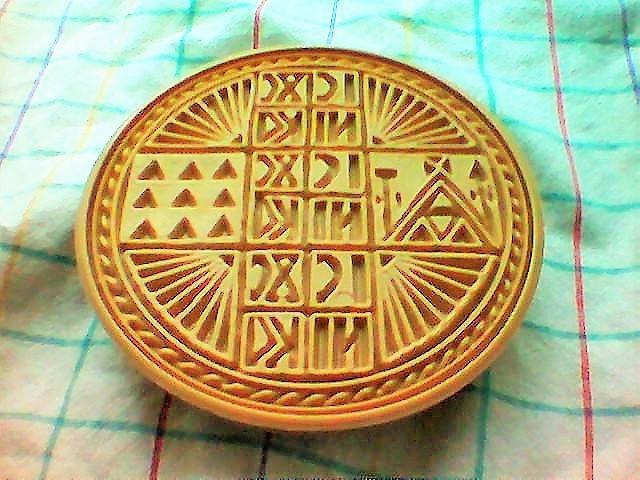
Афонская традиционная форма (печать) для выпечки поминальных просфор

Поедание сообщает едоку свойства того, что поедается, например, поедание плодовитой рыбы делает плодовитым. Рыба служила также в качестве пищи на всех празднествах, посвященных Великой Матери и поедалась в ее день — пятницу … Отведав тела Божьего приобщаются к его святости и духовной силе.
В христианстве существовала практика символического поедания книги

## Поедание как социокультурное действие

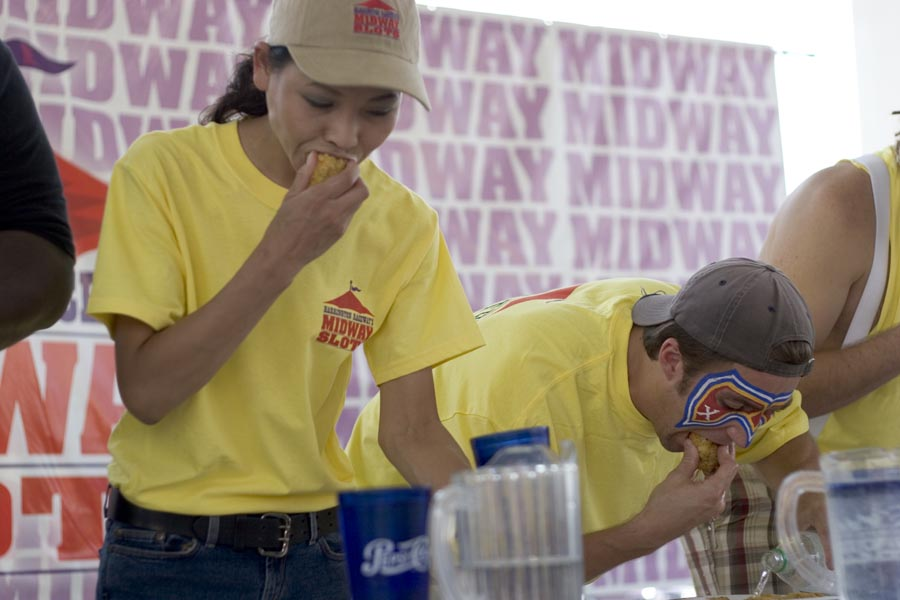
Современные состязания по скоростному поеданию.

Поедание объектов регулирующееся ценностями, формальными и неформальными нормами доминирующей культуры. Например, флешмоб на поедание капсул для стирки белья, челлендж на поедание корицы или скоростное поедание пищи — вид соревнований (в некоторых странах рассматриваемый как спорт), в которых участники соревнуются друг с другом в потреблении как можно большего количества пищи за отведённое время.

## Патологическое поедание
Стремление к поеданию несъедобных предметов — пикацизм (иначе аллотриофагия) — желание употреблять в пищу что-либо несъедобное или малосъедобное